# اچ‌ام‌اس آمفیون (پی۴۳۹)
اچ‌ام‌اس آمفیون (پی۴۳۹) (به انگلیسی: HMS Amphion (P439)) یک زیردریایی بود که طول آن ۲۹۳ فوت ۶ اینچ (۸۹٫۴۶ متر) بود. این زیردریایی در سال ۱۹۴۴ ساخته شد.